# 1931년 중국 대홍수

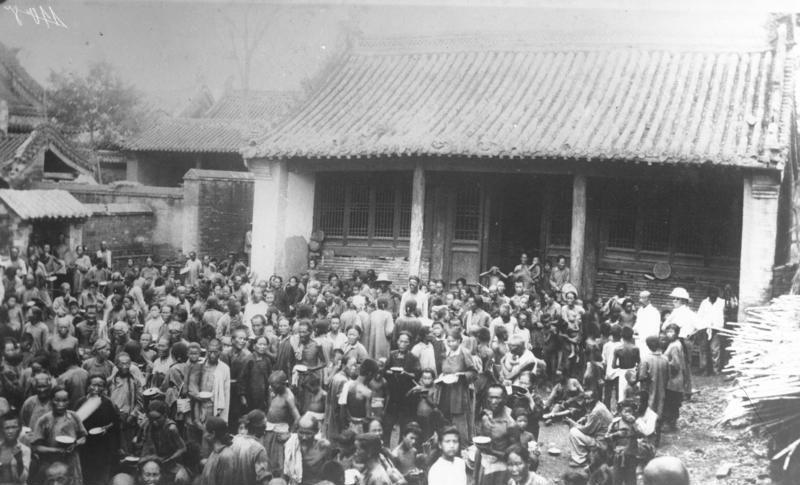
홍수로 인한 수해자들.

1931년의 중국 대홍수는 중화민국 시기 중국에서 발생했던 연쇄적인 대규모 홍수로, 최소 14만 명에서 최대 4백만 명에 이르는 사망자를 낸 것으로 추산되는 역사상 최악의 자연재해로 꼽히는 사건이다.

## 기후적 배경
1928년부터 1930년까지 중국에서는 홍수 이전에 긴 가뭄이 지속되고 있는 상태였다. 추측되는 바에 따르면 중국 중부의 비정상적인 날씨는 1930년 겨울에 시작되었다고 여겨진다. 이 해 겨울에는 극심한 눈 폭풍이 지속되었으며, 이로 인해 쌓인 눈이 봄을 맞아 녹은데다, 곧이어 발생한 지속적인 심한 폭우의 영향이 합쳐져 당시 중국 중부의 강들의 수위는 어느 때보다 높아져 있는 상태였다. 이러한 폭우는 7월과 8월에 접어들면서 더욱 심해졌다. 게다가 한 해 평균 2개의 사이클론이 영향을 끼치는 중국 중부의 평년 날씨와는 달리, 1931년에는 7월 한 달 동안에만 7개의 사이클론이 해당 지역에 상륙하는 기현상을 보였다.

## 피해와 사상자
중국 측의 자료에 따르면 장강(양쯔강)의 범람으로 인한 사망자 수는 약 14만 5천 명에, 2850만 명이 수해를 입었다. 한편 서방 국가들은 중국 전역에서 약 370만 명에서 4백만 명의 사망자가 발생했다고 추측하고 있다.

### 황하
중국 문명의 요람으로 불리는 황하에서 당시 발생한 대규모 홍수는 해당 지역의 농업과 경제, 사회에 큰 충격을 불러왔다. 황하는 1931년 7월에서 11월 사이에 범람하였으며, 1백만 명에서 2백만 명 정도가 홍수로 인해 사망하였다고 추측되고 있다. 이 중 1백만 명 정도가 홍수로 인해 익사한 것으로 추측되며, 강의 범람으로 인해 2천만 에이커의 영역이 침수되었다.

### 양쯔강
양쯔강에서의 홍수에 대해서는 유일하게 중국 측의 기록이 남아있다. 7월부터 8월까지의 홍수가 가장 극심하였으며, 7월 한 달 동안 610mm의 비가 내렸던 것으로 기록되어 있다. 이로 인해, 14만 5천 명의 사망자와 2850만 명의 수해자가 발생하였다.

### 화이허
양쯔강에서 화이허에 이르는 홍수는 당시 중국의 수도였던 난징 시까지 영향을 미쳐, 도시는 한동안 섬과 같이 되었다. 이로 인하여 수백만 명이 익사하거나 콜레라, 티푸스 등의 질병으로 사망했다. 또한 아내와 딸 등의 여성들은 팔려나가고, 유아살해와 식인이 자행되었음이 정부의 기록에 의해 확인된다. 후베이성, 후난성, 장시성, 한커우, 우한시, 한양 구, 충칭 시 등이 홍수의 영향을 받았다. 8월 19일 한커우에서는 정상 수치를 16m 초과한 수량이 측정되기도 했는데, 이는 상하이 와이탄의 높이보다 1.7m 높은 수치이기도 하다. 8월 25일 저녁에는 대운하를 통과한 물이 가오유 호수의 제방을 파괴하였고, 20만 명이 잠을 자다 익사하기도 했다.

### 극복 사례
중국은 홍수가 일어난 강에 재방 및 댐을 건설하기도 했다.홍수로 인해 망가진 농경지도 다시 재건 하고 있다.